# دائرة المعارف الإسلامية الكبرى
دائرة المعارف الإسلامية الكبرى (بالفارسية: دائرةالمعارف بزرگ اسلامی)؛ (بالإنجليزية: Encyclopaedia Islamica)‏ موسوعة أكاديمية لموضوعات هامة وشخصيات ومواد من تاريخ المسلمين العام، باللغات الفارسية (النسخة الأصلية وتشتمل 35 مجلدات) وأيضاً العربية تصدرهما مركز دائرة المعارف الإسلامية الكبرى في طهران والإنجليزية (تصدرها شركة برل الهولندية بـ16 مجلدات).

## خصائص

### ترجمات

#### ترجمة عربية
ترجم سبع مجلدات من هذه الموسوعة باللغة العربية حتی الآن.

#### ترجمة إنکليزية
بعد نجاح الترجمات العربية لعدد من مجلدات هذه الموسوعة، جرى التخطيط لترجمتها إلى اللغة الإنجليزية وقام معهد الدراسات الإسماعيلية بدور رائد في ذلك. ولإنجاز ذلك قامت مجموعة من الأساتذة والمحررين من معهد الدراسات الإسماعيلية في لندن ومركز الدراسات الإيرانية والإسلامية في طهران تحت عناية كبير المحررين البروفيسور ويلفرد مادلونغ والدكتور فرهاد دفتري وهما من كبار المستشرقين.
تم تأليف هذه الموسوعة باسم موسوعة إسلاميکا عبر تعاقد بين مركز دائرة المعارف الإسلامية الكبرى ومؤسسة الدراسات الإسماعيلية في لندن. ومداخلها كتبت في الغالب من قبل العلماء الغربيين والمستشرقين المتخصصين في الدراسات الإسلامية ولكن يتعامل المرکز الآن مع موسوعة أعدت باللغة الإنجليزة علی يد الباحثين الإيرانيين. وتصدر هذه الموسوعة الآن تحت العنوان (Encyclopaedia Islamica) بالحروف الاختصارة (EIs) من قبل مطبعة بريل في مدينة ليدن-هولندا.

### اصدارها بأساليب علمية حديثة
یتم إصدار دائرة المعارف الإسلامية الکبری باللغات الفارسیة والعربیة والإنجلیزیة معتمداً علی أحدث الأسالیب العلمیة ومناهج التألیف وأوثق المصادر والمراجع بغیة سدّ الحاجات العلمیة علی قدر الإمکان للمحققین والمثقفین فی جمیع أرجاء العالم الإسلامی.

### نطاق البحث فيها
ورغم أنها موسوعة تخصصیة ومقالاتها تقتصر علی ما یتعلق بالقضایا الثقافیة فی العالم الإسلامی إلا أن نطاق العمل والبحث فیها توسع علی حد کبیر لیشمل مختلف الموضوعات کما یلی: علوم القرآن، اصول العقائد، علم الكلام، الفقه، أصول الفقه، الحدیث، الدرایة، علم الرجال، الأخلاق، الادیان والمذاهب، المنطق، الفلسفة، التصوف، الأدب، الفن، الأنثروبولوجيا، العمارة والمعالم الأثریة الإسلامیة، التاريخ والجغرافيا، الرياضيات، النجوم والطب.

## المحتوی المنشور في المجلدات الفارسية
مواصفات المجلدات:
| مجلد | حرف                           | عام النشر            | رقم ISBN          | عدد الصفحات |
| ---- | ----------------------------- | -------------------- | ----------------- | ----------- |
| 1    | آب – آل داوود                 | 1988                 | 964–7025–21–1     | 714         |
| 2    | آل رشید – ابن ارزق            | 1995                 | 964–7025–22-X     | 738         |
| 3    | ابن ارزق – ابن سیروین         | 1990                 | 964–7025–23–8     | 743         |
| 4    | ابن سینا – ابن مسیر           | 1991                 | 4–39–7025–964     | 728         |
| 5    | ابن میمون – ابوالعز قلانسی    | الطبعة الثانية: 1999 | 8–40–7025–964     | 744         |
| 6    | ابوعّزه- احمد بن عبدالملک      | 1994                 | ؟                 | 752         |
| 7    | احمدبن علویّه – اربک خان       | 1996                 | ؟                 | 757         |
| 8    | ازبکستان - اشبیلیه            | 1998                 | 6–41–7025–964     | 762         |
| 9    | اشتب - البیره                 | 2000                 | 3–03–7025–964     | 762         |
| 10   | البیری- بابا طاهر             | 2001                 | X-05–7025–964     | 764         |
| 11   | بابا فرج تبریزی- برماوی       | 2002                 | 6–07–7025–964     | 766         |
| 12   | برمکیان - بوسنوی              | 2004                 | 6–24–7025–964     | 756         |
| 13   | بوسنه سرای- پوریای ولی        | 2004                 | 4–25–7025–964     | 754         |
| 14   | پوشاک - تُرَبه                  | 2006                 | 8–54–7025–964     | 760         |
| 15   | تربیت – تفسیر نعمانی          | 2006                 | 1–62–7025–964–987 | 760         |
| 16   | تفلیس – ثابت بن قرّه           | 1387                 | 9–66–7025–964–987 | 760         |
| 17   | ثابت بن محمد جرجانی - جزء     | 2009                 | 0–69–7025–964–978 | 780         |
| 18   | جُزء لایَتَجزّی - جوینی (ابراهیم) | 2010                 | 4–74–7025–964–978 | 777         |
| 19   | جوینی، ابوالمظفر - حافظ       | 2011                 | 7–04–6326–600–978 | 775         |
| 20   | حافظ ابراهیم - امام حسین      | 2013                 | 1–19–6326–600–978 | 722         |
| 21   | حسین، طه - خانقاه             | 2013                 | 1–19–6326–600–978 | ؟           |
| 22   | خانواده(الأسرة)-خندق          | 2015                 |                   | 774         |

## المحتوی المنشور في المجدات الإنکليزية
مواصفات المجلدات الإنکليزية:
| مجلد | حرف                         | عام النشر   | رقم ISBN | عدد الصفحات  |
| ---- | --------------------------- | ----------- | -------- | ------------ |
| 1    | A - Abu Hanifa              |             |          |              |
| 2    | Abu Al-Harith - Abyanah     | 2009        |          | 788          |
| 3    | Adab - Al-Bab-Al-Hadi Ashar | ديسمبر 2011 |          | أکثر من 1000 |
| 4    | Bābā Afḍal-Bīrjandī         |             |          |              |
| 5    | al-biruni-Dahw al-Ard       | دسامبر 2015 |          |              |

## وصلات خارجية
- موقع مركز دائرة المعارف الإسلامية الكبرى الرسمي